# Syraftonfly
Syraftonfly, Acronicta rumicis är en fjärilsart som beskrevs av Carl von Linné 1758. Syraftonfly ingår i släktet Acronicta och familjen nattflyn. Arten är reproducerande i Sverige. Inga underarter finns listade i Catalogue of Life.

## Bildgalleri

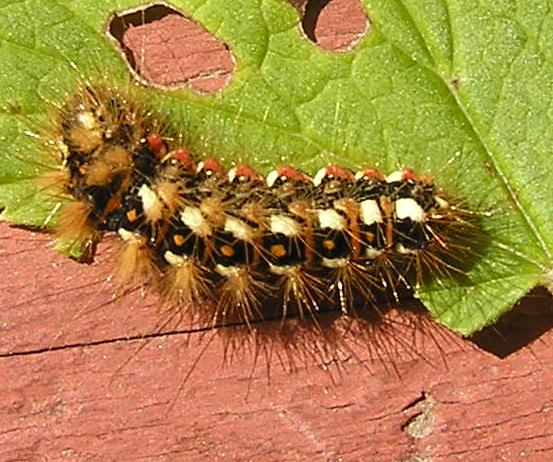
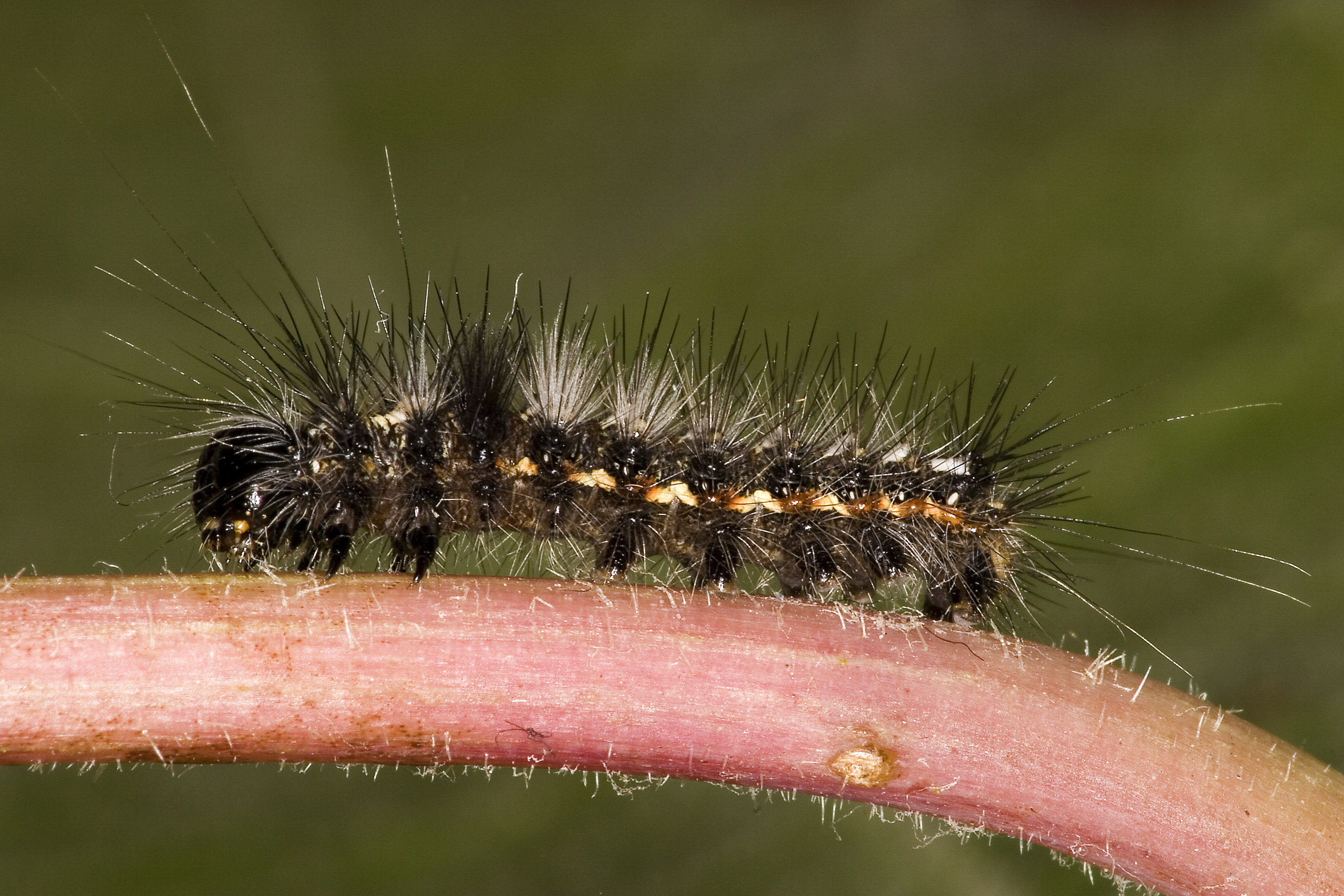
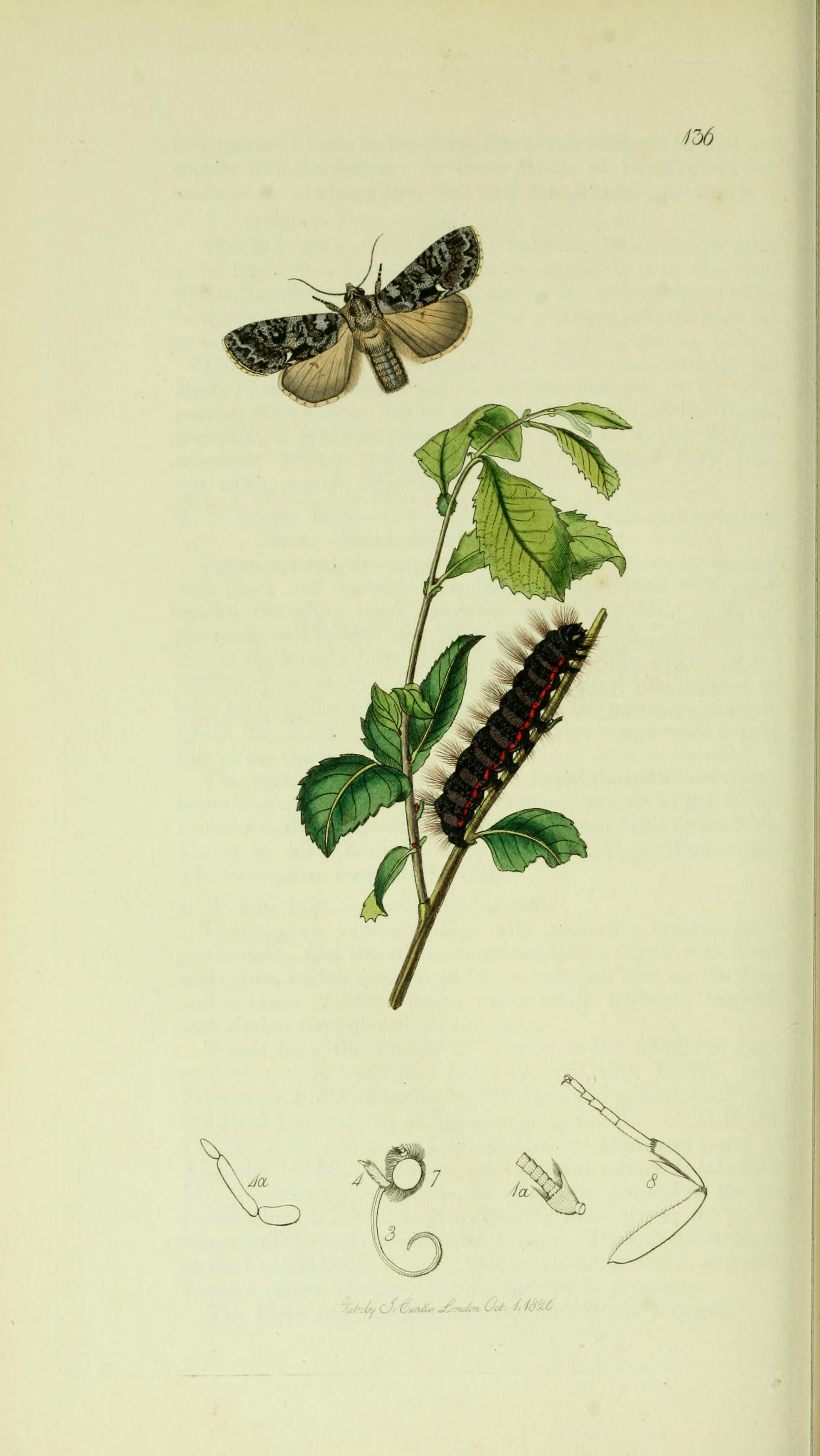
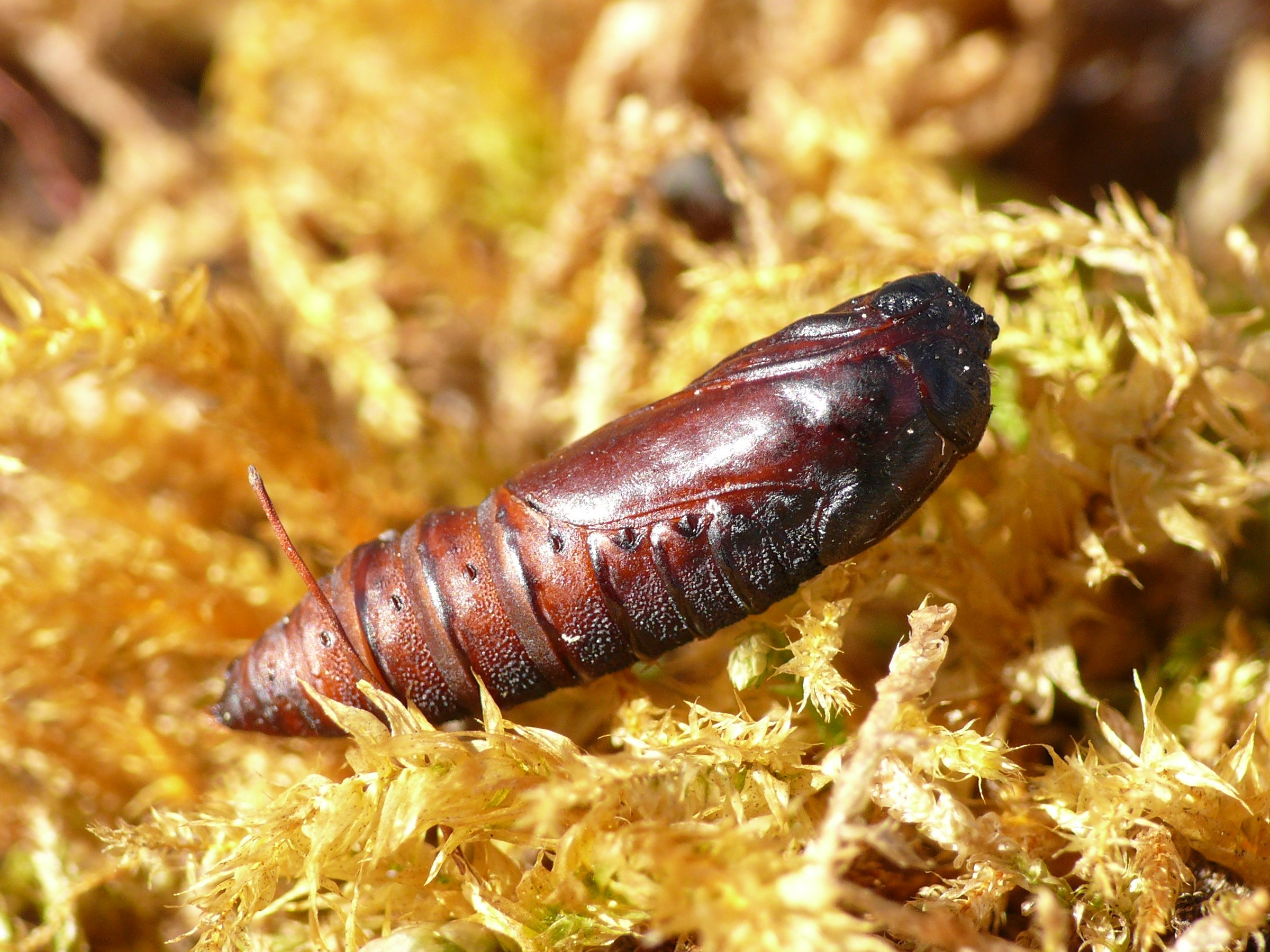
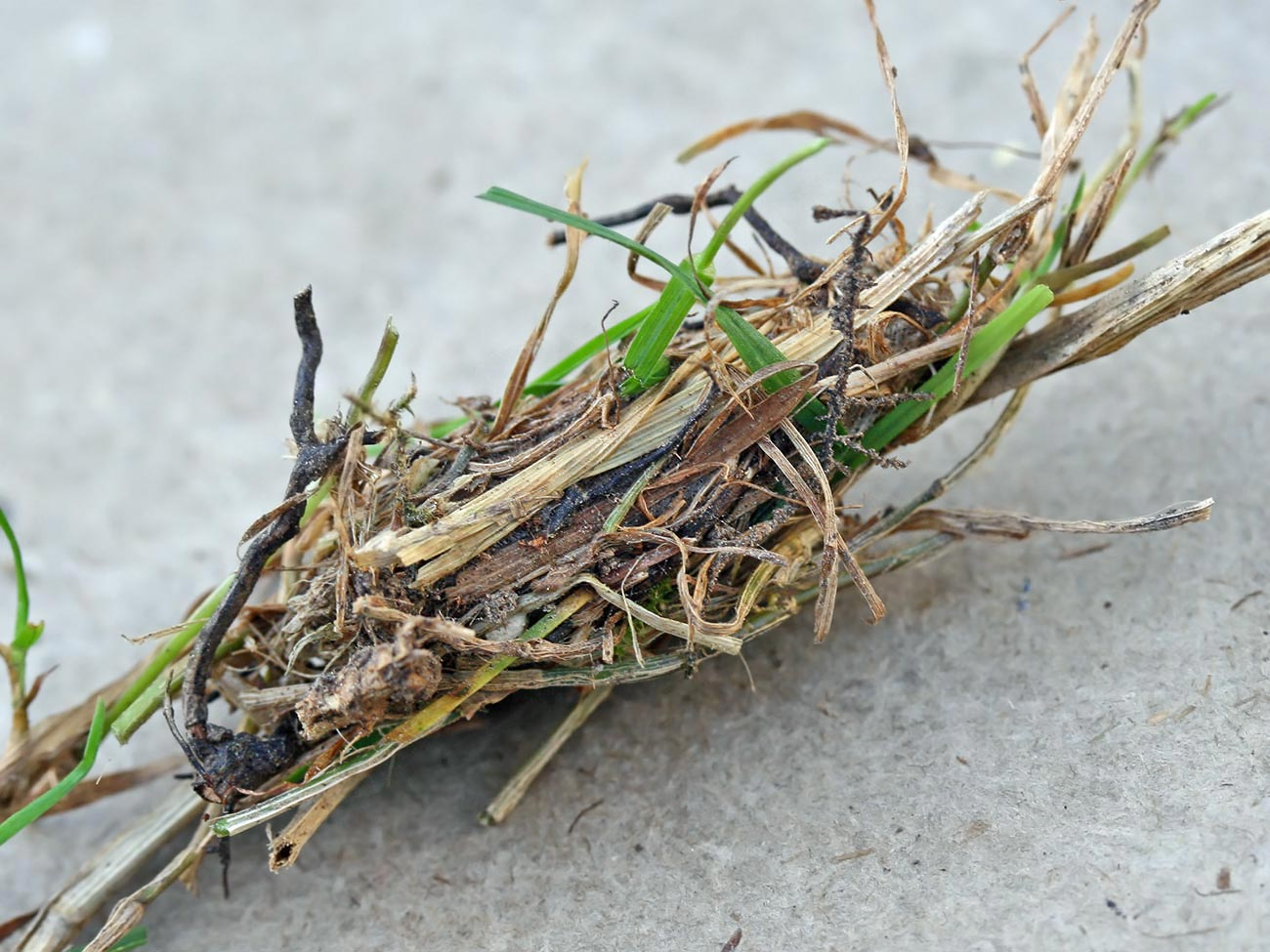
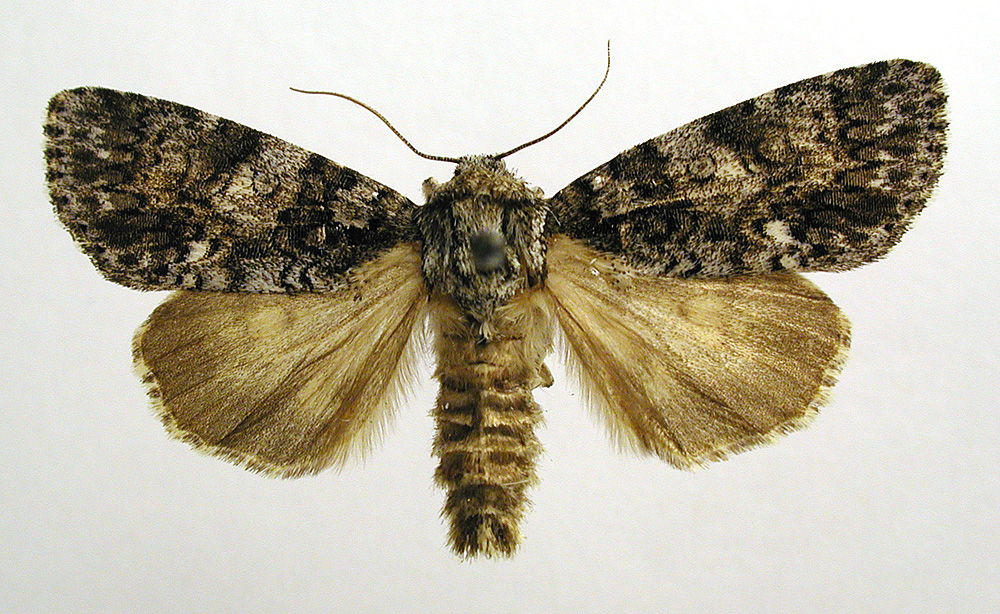